# Jewish Morning Journal
Le Jewish Morning Journal (Yiddish: דער מארגען זשורנאל) est un journal Yiddish diffusé à New York de 1901 à 1911. 

## Premières années
Un conservateur juif orthodoxe, le rédacteur en chef Jacob Saphirstein, fonda le Jewish Morning Journal en 1901. Il est diffusé en Yiddish, la langue parlée par la majorité des immigrants juifs d'Europe de l'Est qui s'installèrent au Lower East Side, à New York. Le journal prit un angle libéral en 1916, lorsque Jacob Fishman devint rédacteur en chef, remplaçant Peter Wiernik. Après avoir démissionné de son poste de rédacteur en chef en 1938, Fishman poursuivit sa rubrique quotidienne, ""From Day to Day" ("D'un Jour à l'Autre"). 
D'un point de vue sioniste, le Jewish Morning Journal prône un mode de vie orthodoxe, et n'étant pas diffusé le samedi, le jour du Shabbat. Il s'agissait d'un défenseur fervent de l'Américanisation des immigrants d'Europe de l'Est qui formèrent le volume de son public. Avec d'autres journaux Yiddish, sa diffusion déclina de façon continue à la suite de la Première Guerre mondiale, à mesure que les immigrants s'assimilaient davantage et parlaient anglais.

## Dernières années
En 1928, le Jewish Morning Journal fusionne avec le Yidishes Tagblat (Yiddish: יידישעס טאגעבלאט). Morris Cohen, un philanthrope canadien, achete le Jewish Morning Journal en 1949. En 1953, l'entité combinée fusionne avec le quotidien libéral Yiddish Der Tog. En 1970, le tirage de The Day-Morning Journal est de 50 000 exemplaires. Le journal cesse de paraître en 1971.

## Journalistes illustres
- Gershom Bader
- Bernard Gorin
- Alexander Mukdoni
- Jacob Glatstein
- Gedaliah Bublick
- Frank Taffel, correspondant à Atlanta
- Philip Krantz
- Jacob Magidoff
- Ḥayyim Malitz
- Joseph Margoshes
- M. Seifert
- M. Sharkansky
- Szmuel Lejb Sznajderman
- Abner Tannenbaum
- I. Friedman
- Peter Wiernik
- Michael Brown
- Meyer Joshua Nurenberger (correspondant qui devint rédacteur en chef en 1947)
- Solomon Baruch Komaiko